# Vénus paléolithique
Pour les articles homonymes, voir Vénus.

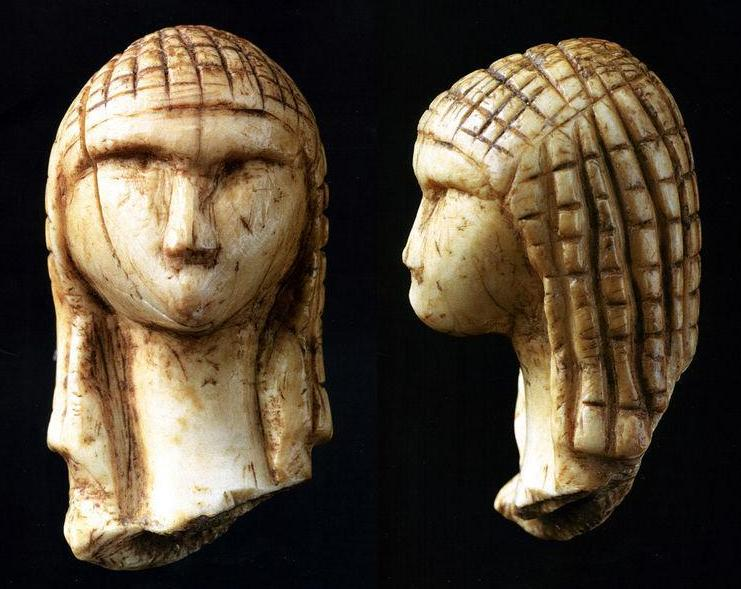
La Dame de Brassempouy, minuscule tête de femme sculptée, représente une exception dans la statuaire paléolithique par son visage aux traits fins bien dessinés, aux cheveux nattés ou peut-être coiffés d’une résille, et contraste avec les visages uniformément lisses ou granuleux, sans aucun trait du visage marqué, de la plupart des têtes sculptées.

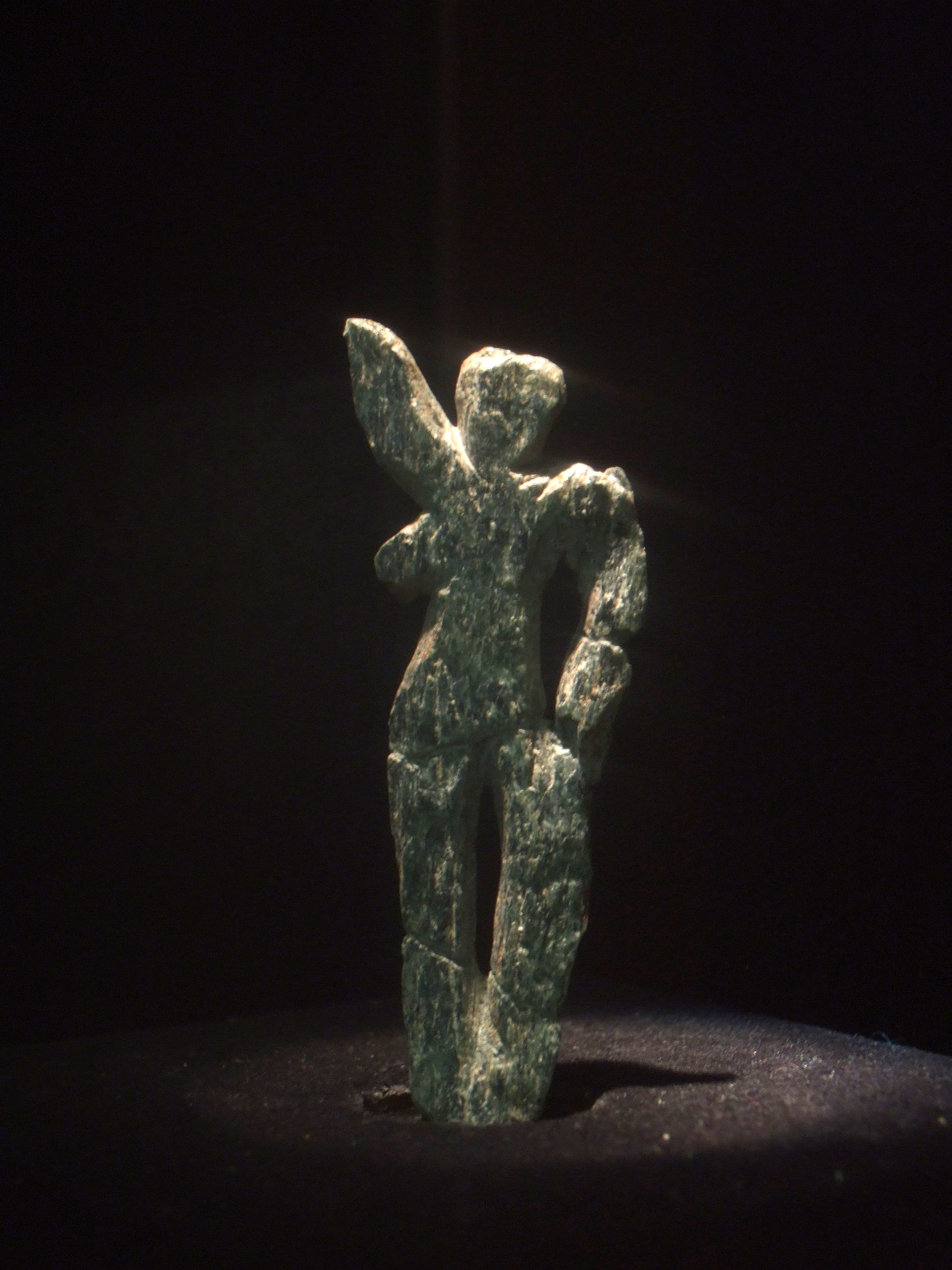
Chez la Vénus de Galgenberg, la stéatopygie fait défaut.

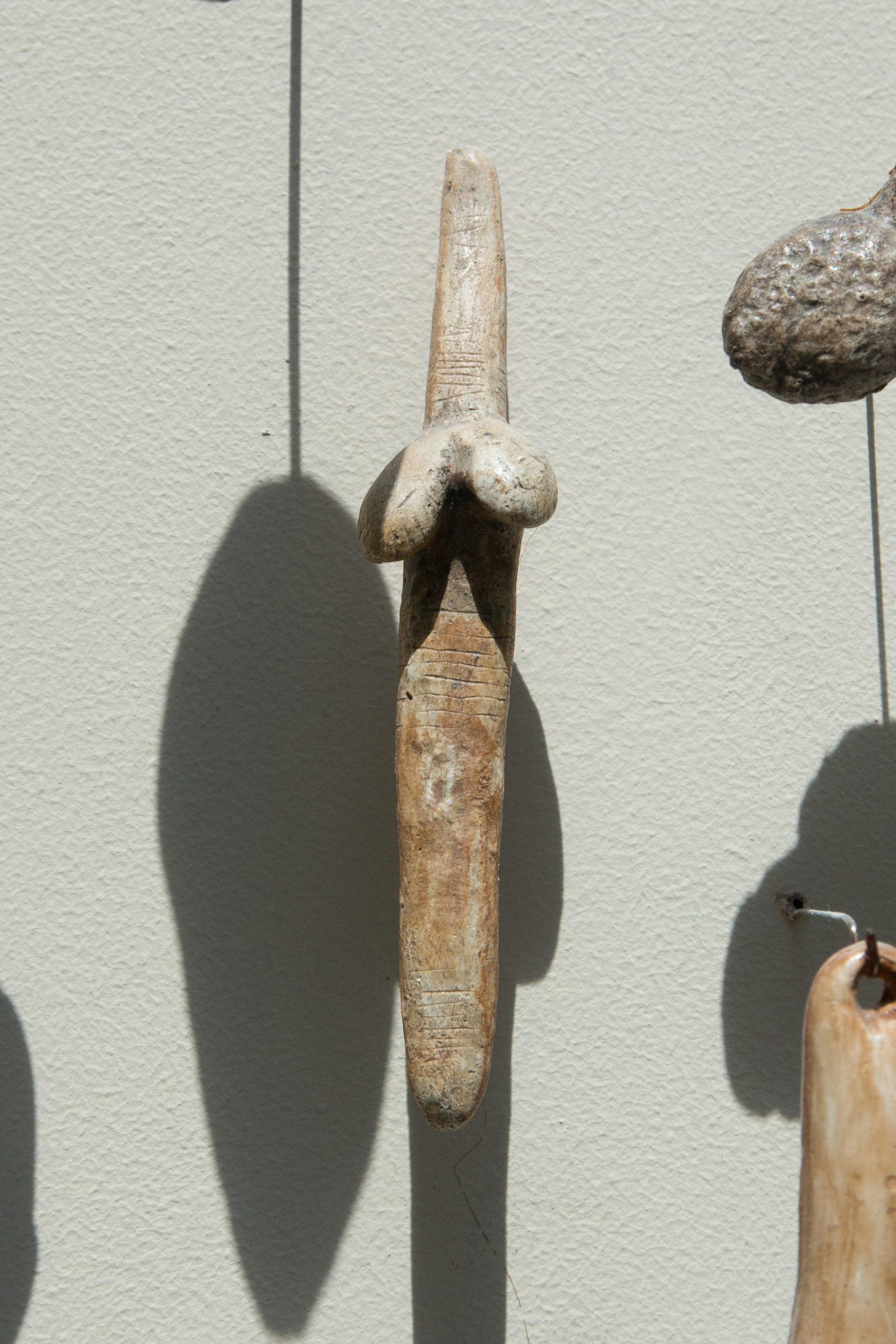
L'art préhistorique, comme tout art, est sujet à réinterprétations. Une Vénus de Dolní Věstonice est réinterprétée en 1991 comme une figure stylisée d’organes sexuels mâles : suspendu correctement de manière à être vu, cet objet apparaît comme un pénis humain en érection avec ses testicules.

Les vénus paléolithiques sont des représentations féminines caractéristiques du Paléolithique supérieur eurasiatique. Ce sont généralement des statuettes réalisées en ivoire, en pierre tendre (stéatite, calcite, calcaire) ou en terre cuite, pratiquement toutes peintes ; ou par extension des gravures pariétales ou sur mobilier. De dimensions relativement modestes, comprises entre environ 4 et 25 centimètres, ces représentations féminines ont été baptisées « Vénus », terme popularisé par des articles et des ouvrages qui étudient ces statuettes autour des années 1920-1930. Associées abusivement à la fécondité et à une déesse mère, culte qui ne s'appuie sur aucune assise anthropologique avant le Néolithique, elles ont été abondamment reproduites et diffusées au point de créer une véritable « mythologie » des préhistoriens postulant l'unité de ces figures, mais les archéologues actuels préfèrent le terme de statuette, figurine ou représentation féminine qui font partie de l'imagerie anthropomorphe de l'art préhistorique,.

## Historique des découvertes

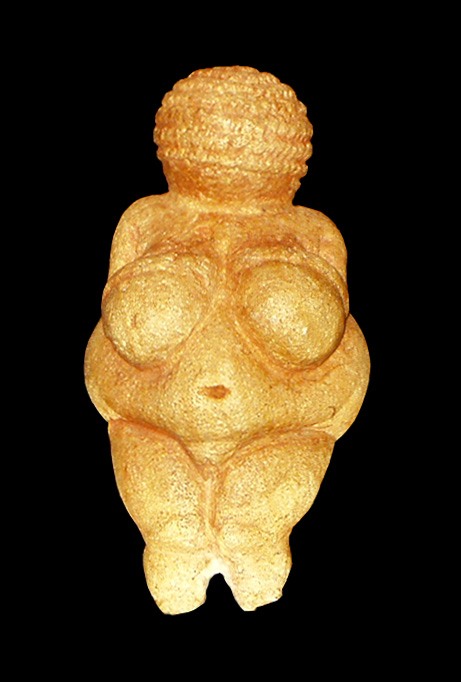
La Vénus de Willendorf a été adoptée comme symbole du pouvoir féminin par le dans les années 1960.

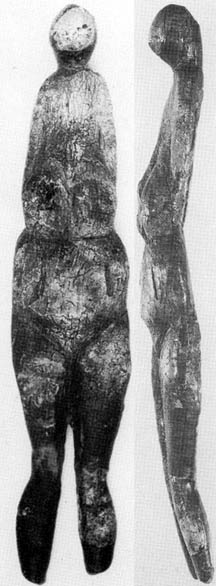
La stylisation artistique peut être déterminée par des nécessités techniques. La posture particulière, légèrement penchée en avant, des Vénus d’Avdeevo, est corrélée à la courbe de la défense d'ivoire de mammouth utilisée.

La première statuette féminine découverte fut la « vénus impudique » de Laugerie-Basse, mise au jour par le marquis de Vibraye en 1864, ce collectionneur la nommant ainsi par opposition à la Venus pudica de la statuaire classique. Dans les années suivantes furent mis au jour « la femme au renne » de Specia Laugerie-Basse, par l'abbé Landesque, et le « buste minuscule de femme » du Mas d'Azil, par Édouard Piette. Ce dernier est également le découvreur de la Dame de Brassempouy, mise au jour en 1894. Quatre années plus tard, les statuettes de stéatite des grottes des Balzi Rossi étaient publiées par Salomon Reinach, une douzaine d'années après leur découverte par Jullien. La vénus de Willendorf fut exhumée en 1908 d'un niveau de lœss de la vallée du Danube, en Autriche. En 1940, une autre statuette féminine, la Vénus de Chiozza, fut découverte dans les carrières d’Alboni, au village de Chiozza (un hameau de Scandiano, dans la province de Reggio d’Émilie. La datation de cette statuette est débattue entre le Paléolithique et le Néolithique). 
Depuis, plus de 200 sculptures féminines analogues ont été découvertes, des Pyrénées aux plaines sibériennes du Lac Baïkal. Écartant certaines pièces suspectes ou non modifiées, H. Delporte retient 244 vénus dans la dernière édition de son ouvrage consacré au sujet.
Ces statuettes, comme les figures peintes, gravées ou sculptées de l’art paléolithique, ont longtemps fait l'objet d'interprétations fantasques et biaisées. En effet, la liberté — voire la fantaisie — interprétative qui se révèle dans l’approche de cet art « est liée, pour une part, au fait que les disciplines préhistoriques sont longtemps restées (et demeurent encore aujourd’hui, à certains égards) faiblement institutionnalisées et professionnalisées : des amateurs, découvreurs d’art mobilier ou rupestre, parfois des préhistoriens improvisés venus d’autres disciplines, anthropologues ou médecins, ont pu donner libre cours à leur imagination quant à l’interprétation. Les poncifs véhiculés, tant par les analyses savantes de cet art que par les ouvrages de vulgarisation ou les manuels scolaires, paraissent à certains égards constituer un véritable « folklore » de l’imaginaire contemporain ».

## Description
La plupart des vénus paléolithiques semblent être des représentations féminines conformes à un certain nombre de conventions figuratives, voire à une stylisation ou à une schématisation. André Leroi-Gourhan a soutenu que la plupart s'inscrivent dans un losange vertical aux extrémités effilées, centré autour d'un cercle correspondant  au ventre, seins et fesses. Ce point de vue est critiqué par Léon Pales, et Jean-Pierre Duhard. Il est vrai que chez certaines vénus stéatopyges, plusieurs parties du corps sont exagérément développées : abdomen, hanches, seins, fesses, vulve. C'est ce que J.-P. Duhard appelle le « privilège abdomino-pelvien ». En revanche, les parties périphériques ne sont souvent qu'ébauchées ou absentes : c'est le cas des bras et des pieds. La tête est souvent réduite et dépourvue de détails anatomiques. Enfin, J.-P. Duhard a insisté sur la posture des corps et la gestuelle du membre supérieur, souvent abdominale, rarement mammaire et jamais sexuelle.
La question de la stéatopygie de certaines vénus a fait l'objet de nombreuses controverses : le premier à aborder le thème fut Édouard Piette, découvreur de la Dame de Brassempouy et d'autres statuettes pyrénéennes. Certains auteurs y ont vu un trait physique que l'on retrouve chez les San d'Afrique australe tandis que d'autres l'ont interprété comme un symbole de fertilité et d'abondance. Par la suite, il fut noté que toutes les figurines n'étaient pas obèses et ne présentaient pas des attributs féminins exagérés. De même, toutes n'étaient pas dépourvues de détails faciaux. J.-P. Duhard a montré que l'adiposité variait selon les images féminines, comme chez les êtres vivants. Claudine Cohen privilégie l'hypothèse de la grand-mère ; selon cette historienne des sciences, « les statuettes qui apparaissent à cette période représentent dans leur aspect schématique, non des femmes jeunes, en âge de procréer, mais plutôt des femmes dont le corps témoigne de nombreuses grossesses, et peut être des femmes ménopausées ».
La vénus de Willendorf et la vénus de Laussel portent en outre des traces d'ocre rouge, un colorant communément utilisé au Paléolithique (sols, inhumations, peintures) sans que l'on sache le sens de cette coloration.

## Répartition
Différentes tentatives de classifications furent proposées, dont celle de Henri Delporte basée simplement sur la provenance géographique. L'auteur distingue :
- les Vénus du groupe pyrénéo-aquitain (82 vénus dont les Vénus de Lespugue, de Laussel, du Mas d'Azil et la Dame de Brassempouy) ;
- les vénus du groupe méditerranéen (17 vénus dont les vénus de Savignano et celles de Balzi Rossi) ;
- les vénus du groupe rhéno-danubienne (60 vénus dont les Vénus de Willendorf et de Dolní Věstonice) ;
- les vénus du groupe russe (54 vénus dont les vénus de Kostienki en Russie et de Gagarino[19] en Ukraine) ;
- les vénus du groupe sibérien (31 vénus dont les vénus de Mal'ta et Bouret').

S'y ajoutent les quinze vénus de Renancourt découvertes de 2014 à 2019 lors de fouilles archéologiques à Amiens. Une seule de ces statuettes est entière. Ce sont, à ce jour, les seules « vénus » retrouvées dans le nord de la France.

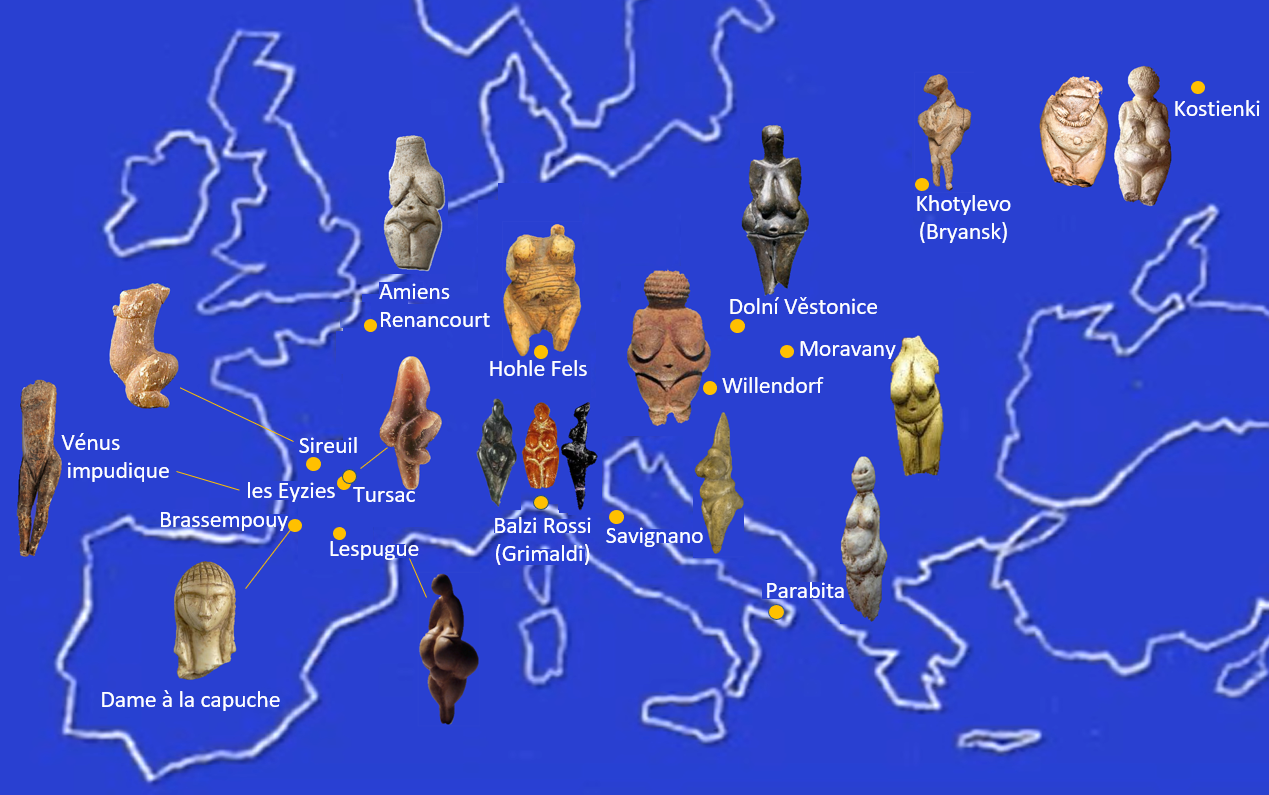
Répartition des vénus paléolithiques.

D'après André Leroi-Gourhan, il existe une certaine relation culturelle entre tous ces gisements. Certains détails anatomiques suggéreraient une origine commune orientale, suivie d'une diffusion vers l'ouest,. L. Pales et M. Tassin de Saint-Péreuse puis J.-P. Duhard ont critiqué cette hypothèse. Les ressemblances tiennent moins à une culture commune, improbable sur une telle étendue spatio-temporelle, qu'à des raisons morphologiques, le corps féminin subissant d'identiques modifications sous l'influence de l'âge.

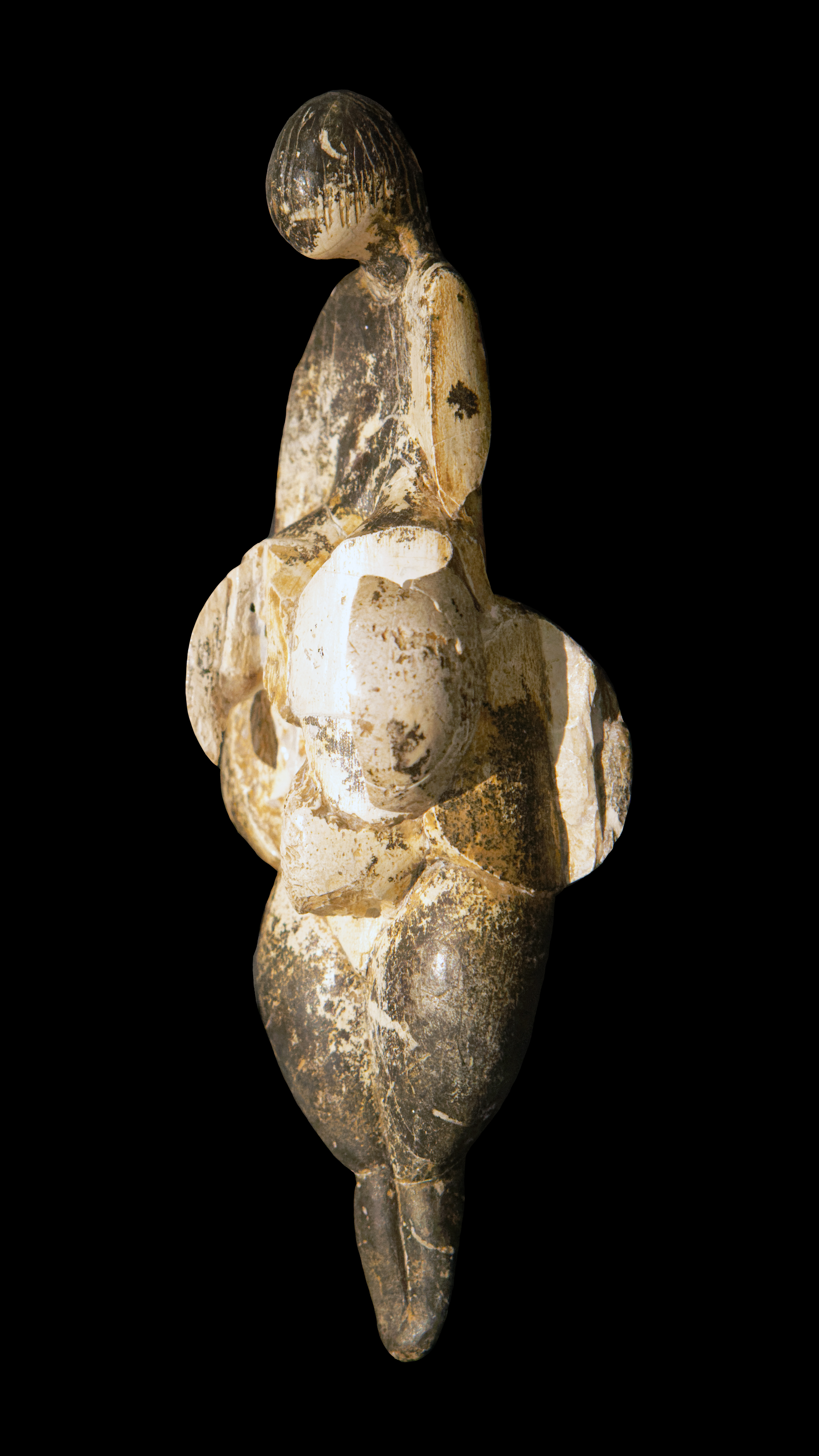
Vénus de Lespugue
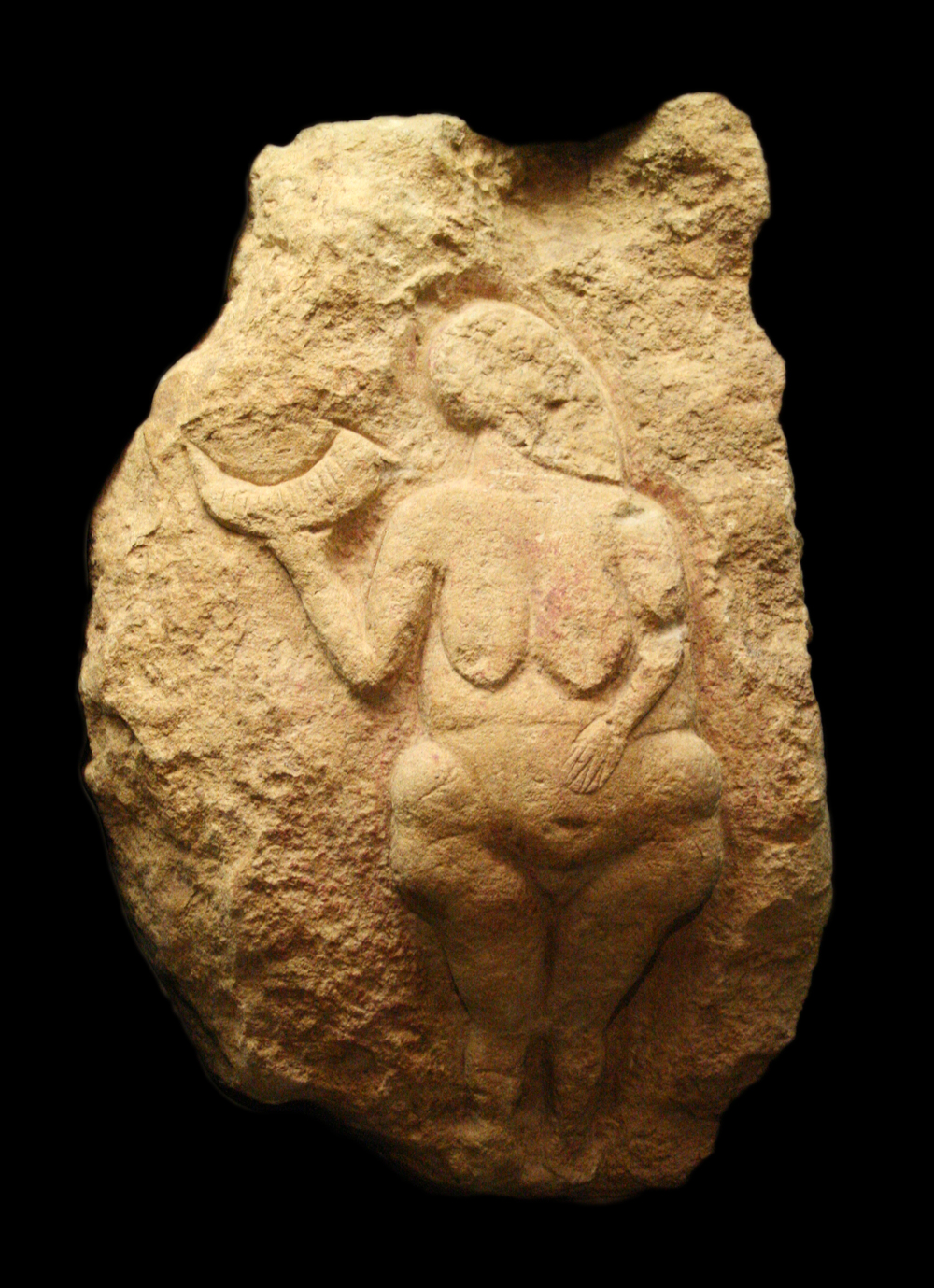
Vénus de Laussel
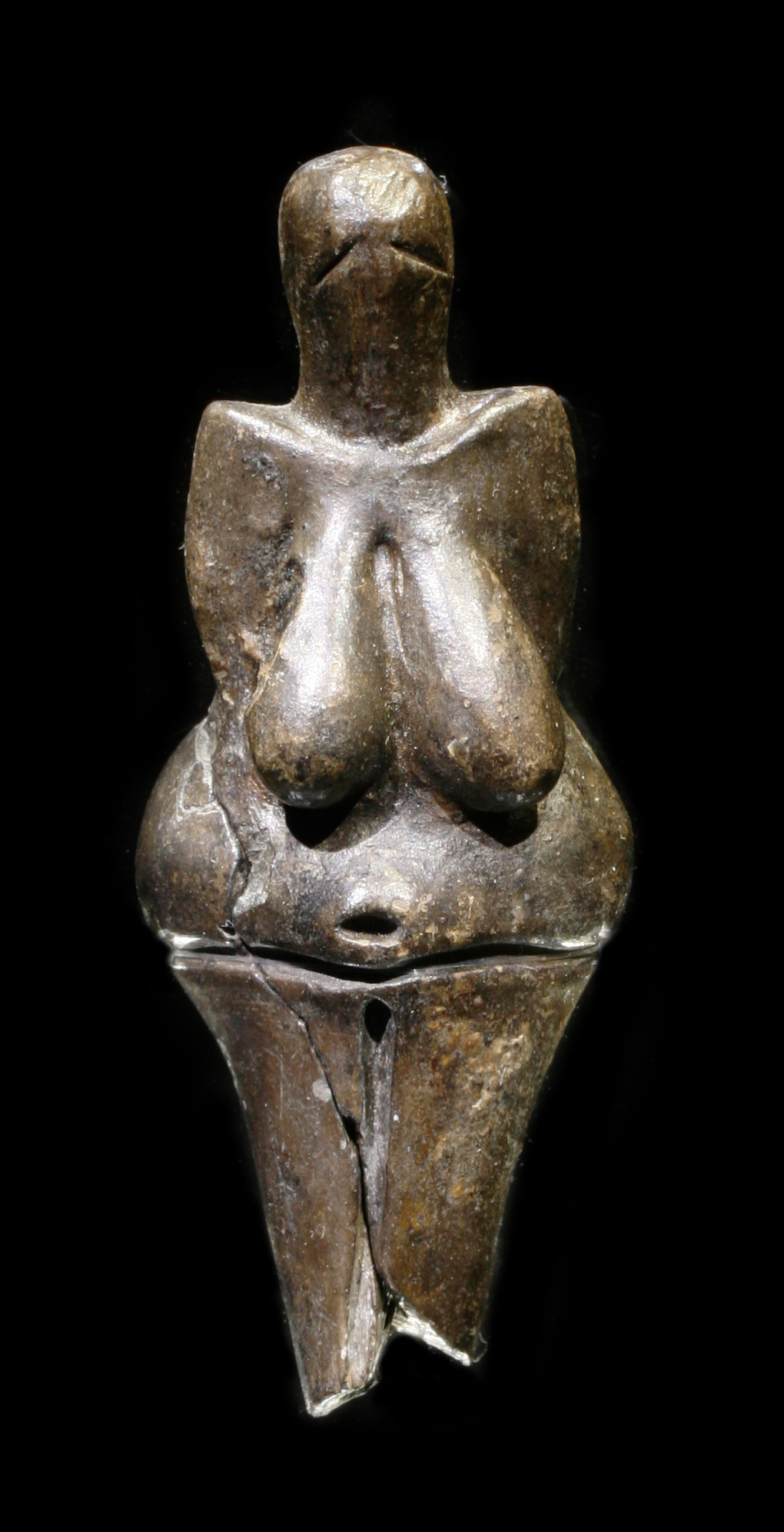
Vénus de Dolní Věstonice
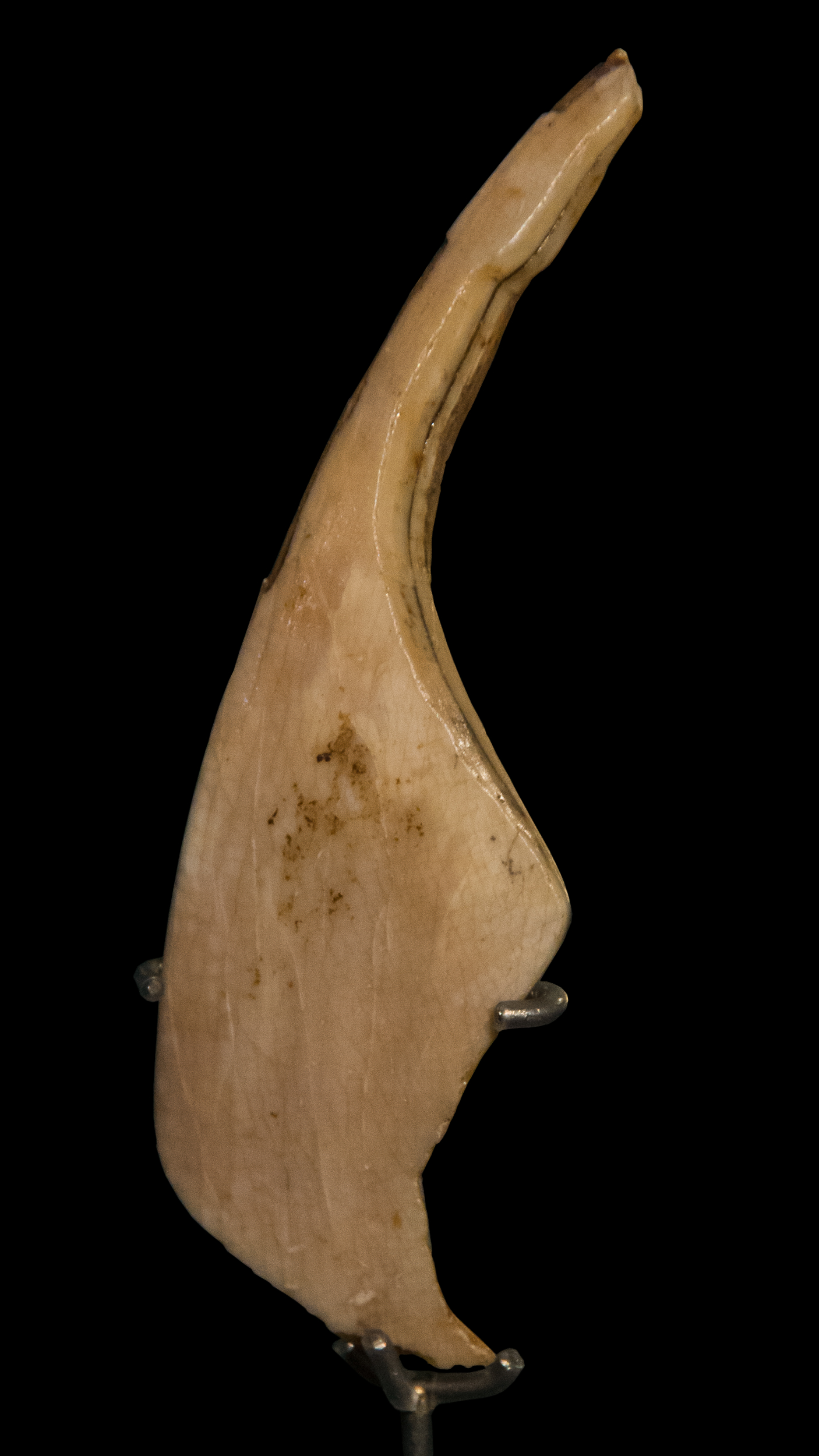
Vénus de Vogelherd

L'absence de vénus paléolithique dans la péninsule Ibérique est curieuse. Seuls des exemples douteux ont été rapportés, notamment à El Pendo ou La Pileta. La dite « vénus de las Caldas », du nom d'une grotte proche d'Oviedo, est un objet sculpté magdalénien en bois de cervidé. Alors que certains ont cru y voir un corps féminin stylisé avec une tête d'animal, il s'agit probablement d'un propulseur décoré.

## Datation
Récemment[Quand ?], deux objets de pierre très anciens (de 200 à 300 000 ans) ont été interprétés comme des tentatives de représentation féminine. L'une a été découverte sur le plateau du Golan (« vénus de Berekhat Ram ») et l'autre au Maroc (« vénus de Tan-Tan »). Toutefois, ces pièces sont au mieux très sommairement et très marginalement modifiées, au pire entièrement naturelles et fortuitement anthropomorphes.
Les seules statuettes féminines paléolithiques incontestées datent du Paléolithique supérieur. Anciennement considérées comme aurignaciennes, elles sont aujourd'hui pour la plupart associées au Gravettien et au Magdalénien. La vénus de Galgenberg a longtemps été la plus ancienne des figurines anthropomorphes connues (30000 ans AP). La découverte en 2008 de la vénus de Hohle Fels dans le Jura Souabe, datée de 35 000 à 40 000 ans AP, reporte de près de 10 000 ans en arrière la date d'apparition de l'art figuratif, gravettienne jusque-là. Selon J.-P. Duhard, une évolution se fait dans le style des figures, qui passent d'un style descriptif (au Gravettien) à un style plus elliptique (au Magdalénien) ; la vénus impudique illustre cette évolution magdalénienne vers des formes plus schématiques. La diversité morphologique reste la même, quelle que soit l'époque. 

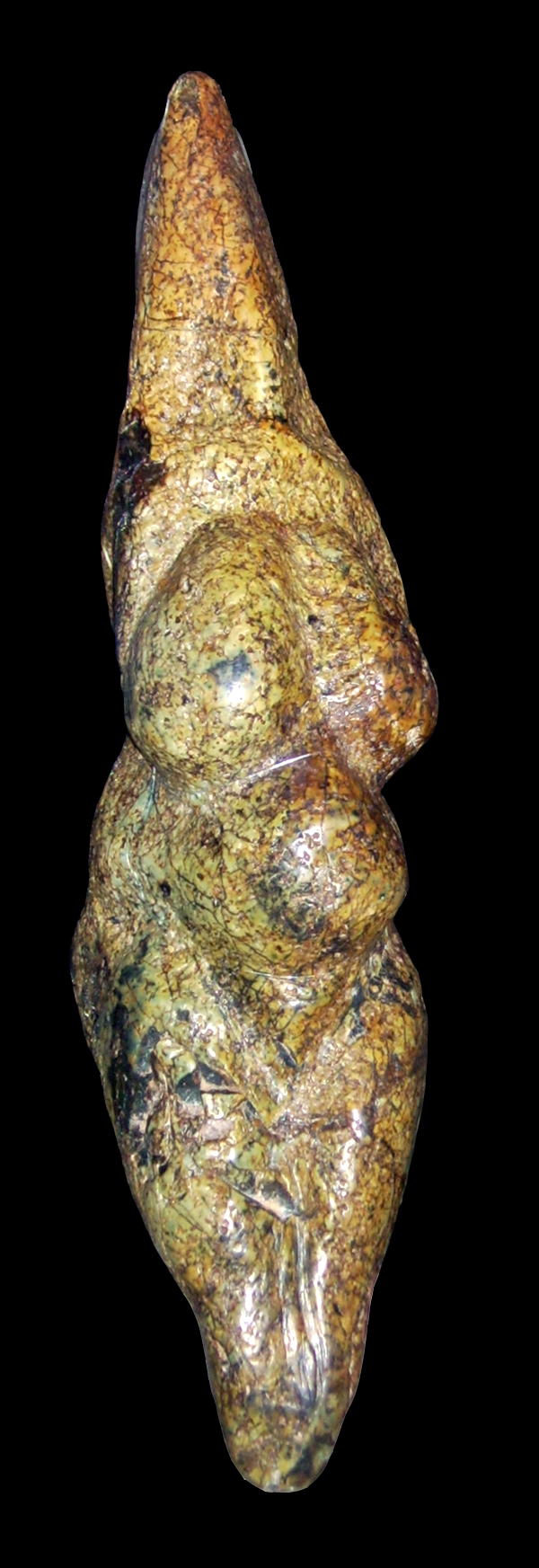
Vénus de Savignano
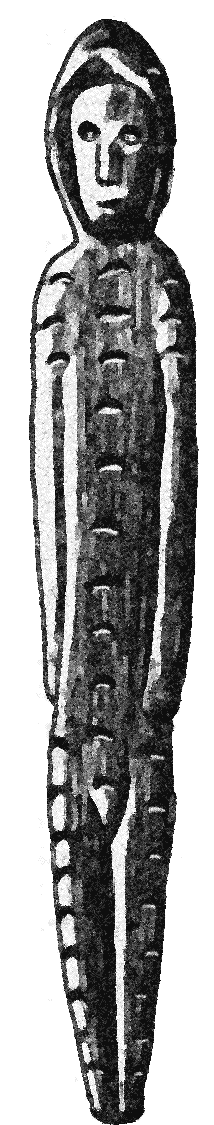
Vénus stylisée de Bouret'
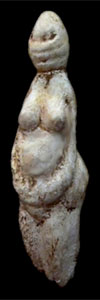
Vénus de Parabita
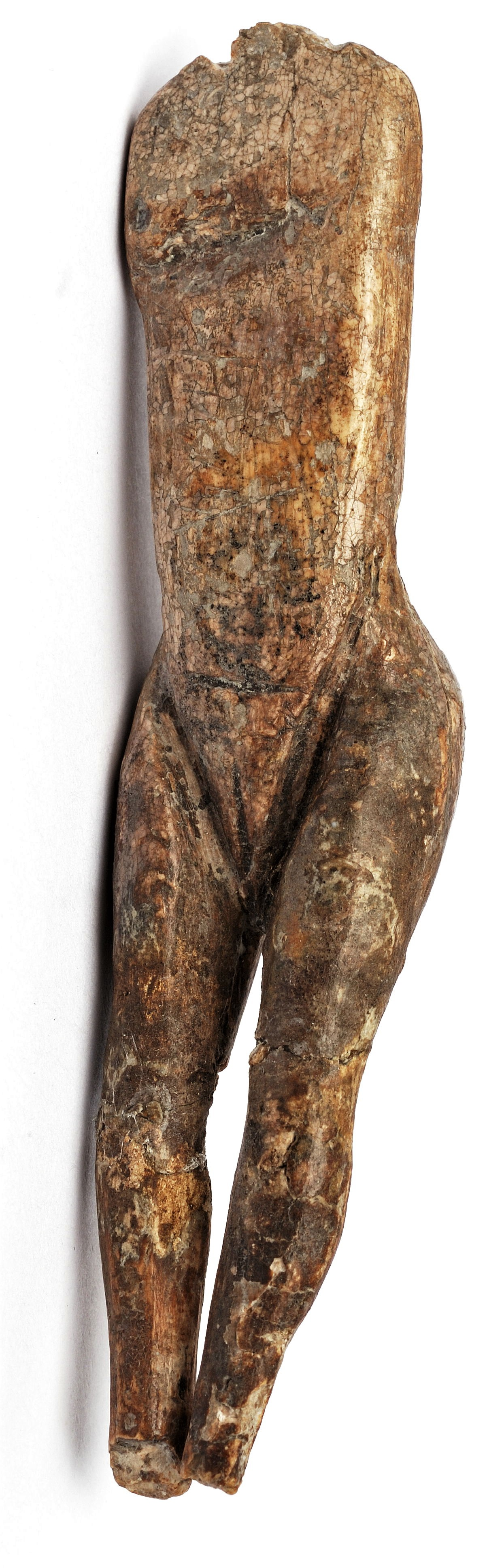
Vénus impudique

## Interprétations

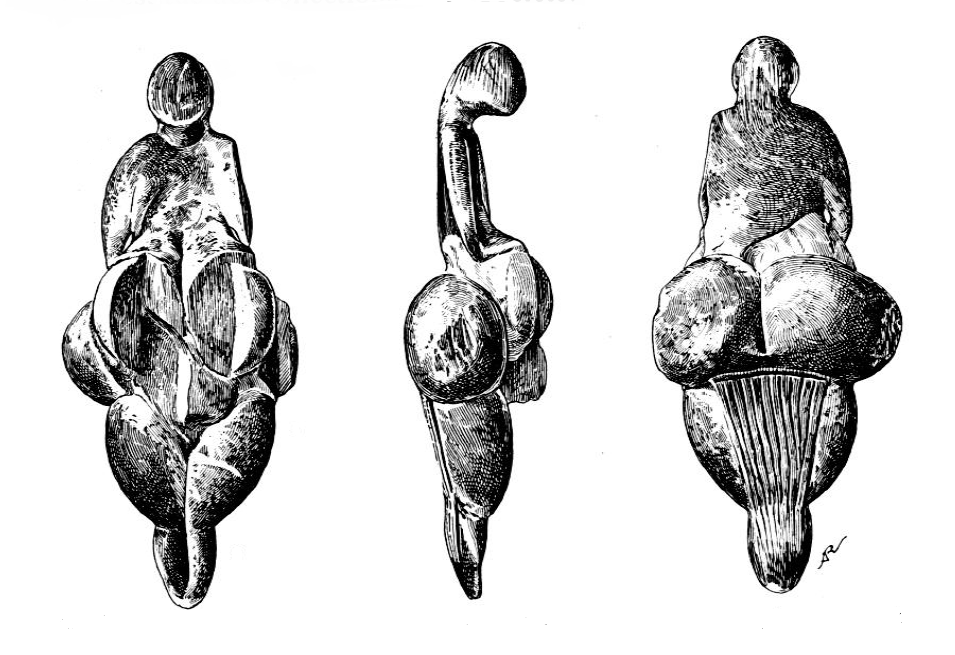
Ces statuettes sont des œuvres complexes, reflets d’un système de pensée élaboré, telle la Vénus de Lespugue : symbole de fécondité ou symbole phallique comme semble l'évoquer sa silhouette de profil ?

Les interprétations des vénus paléolithiques sont nombreuses et parfois fantasques. En l'absence de témoignages écrits, les théories concernant un éventuel culte de la fécondité ou de la Déesse-Mère (culte de la « Grande Déesse » au sein de sociétés matriarcales pratiquant des formes de transmission matrilinéaires, thèse de la religion matriarcale de l'ethnologue Marija Gimbutas) sont purement spéculatives, ne peuvent être évaluées scientifiquement et ne concordent pas avec les comparaisons ethnologiques[réf. nécessaire]. Les hypothèses actuelles convergent vers une représentation symbolique de la sexualité ou de la fécondité.
Elles furent surnommées « vénus » par analogie avec la déesse de la beauté de la mythologie romaine et parce que les préhistoriens du début du XXe siècle estimaient qu'elles correspondaient à un idéal de beauté préhistorique. L'emploi du terme « vénus » dans ce contexte a fait l'objet de nombreuses critiques. Pour Jean-Pierre Duhard, il confère à ces figurines un sens que les humains du Paléolithique ne leur accordaient pas forcément,. Pour Svend Hansen, qui rappelle que l'interprétation des fonctions de ces statues est un problème ancien, les statuettes présentant les attributs dont on préjuge qu'ils relèvent du cliché de déesses (poitrine, ventre et appareil génital développé ; typiquement les  vénus de Willendorf et vénus de Moravany) sont finalement peu nombreuses au sein de l'ensemble des statuettes découvertes.
Les figurations féminines de l'art mobilier du Paléolithique supérieur n'avaient aucune utilité pratique dans le cadre des activités de subsistance. Elles ont le plus souvent été découvertes dans le cadre d'habitat, en plein air comme en grotte, plutôt que dans des sépultures. À Gagarino en Russie, sept vénus ont été découvertes à l'intérieur d'une cabane ovale de plus de cinq mètres de large : elles ont été interprétées comme des amulettes apotropaïques correspondant aux occupants du lieu. À Mal'ta, près du lac Baïkal, les figurines n'étaient présentes que du côté gauche de la hutte.

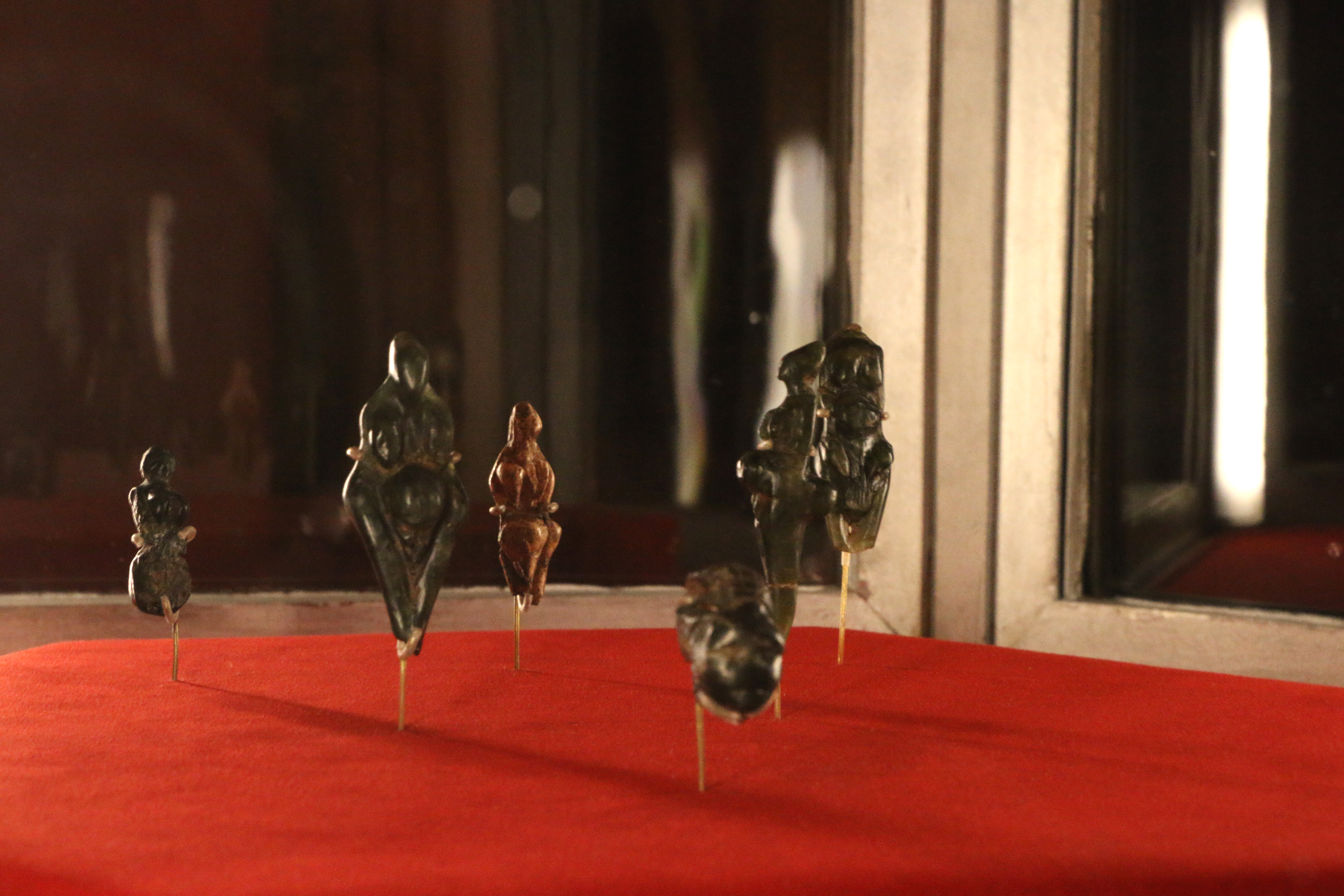
Les Vénus de Grimaldi étaient peut-être des amulettes. L'artiste a sculpté des femmes sur le point d'accoucher (vulve dilatée, tête du bébé émergeant de l'utérus)

Les vénus n'étaient donc probablement pas des amulettes cachées ou secrètes, mais plutôt exposées à la vue de tous (ce qui expliquerait leur grande diffusion géographique). Certaines statuettes sont porteuses d'une perforation, permettant de les porter en pendeloque (Femme au cou perforé de Grimaldi), voire d'un anneau de suspension (vénus de Hohle Fels) avec traces d'usure, prouvant qu'elles ont été portées.
Certaines statuettes sont très schématiques, et de sexe difficile à préciser. On a parlé à leur propos d'indéterminés sexuels, mais aussi de poupées. Ce pourrait être le cas de la « Fillette », de l'« Ébauche de poupée » (gravettiennes), de la « Navette », de la « Pendeloque » et du « Stylet » (magdaléniens) de Brassempouy, ou encore du « Stylet » magdalénien de Fontalès. Cette hypothèse est renforcée par une découverte faite à Brassempouy par H. Delporte, dans un horizon périgordien V, contemporain des vénus, de deux objets en étroite association : une épiphyse de bovidé fendue en deux et abritant dans sa concavité un fragment d'os long ayant la forme d'une silhouette humaine. L'inventeur a interprété cette découverte comme l'évocation d'un berceau et d'une poupée.
Selon LeRoy McDermott, les figurines féminines en forme de losange ont été sculptées par les femmes elles-mêmes au moment où elles étaient enceintes. Elles se seraient représentées telles qu'elles se percevaient en baissant la tête, évidemment sans miroir. Ce qu'elles voyaient de plus gros, tout d'abord, c'était leur poitrine qui occultait presque entièrement le reste du corps ; puis le ventre et les hanches qui dépassaient un peu ; et enfin des jambes très courtes et des pieds qui semblent si disproportionnellement petits. Cette auto-vision de leurs corps explique également que la taille de la tête et des bras soit réduite.
Selon Delporte, « il est possible que les femmes aient été vues comme mystérieuses, sacrées , dotées de pouvoirs occultes et que le but des statuettes était de contrôler et de maîtriser ces pouvoirs ».
Certains préhistoriens (Oscar Fuentes, S.A. Vasil'ev) voient dans ces figurines l'émergence d'un art du portrait, hypothèse qui reste discutée.